# Греко-римская борьба на летних Олимпийских играх 1964 — до 63 кг
Соревнования по греко-римской борьбе в рамках Олимпийских игр 1964 года в полулёгком весе (до 63 килограммов) прошли в Токио с 16 по 19 октября 1964 года в «Komazawa Gymnasium».
Турнир проводился по системе с начислением штрафных баллов. За чистую победу штрафные баллы не начислялись, за победу по очкам борец получал один штрафной балл, за ничью два штрафных балла, за поражение по очкам три штрафных балла, за чистое поражение — четыре штрафных балла. Борец, набравший шесть штрафных баллов, из турнира выбывал. Трое оставшихся борцов выходили в финал, где проводили встречи между собой. Встречи между финалистами, состоявшиеся в предварительных схватках, шли в зачёт. Схватка по регламенту турнира продолжалась 10 минут с перерывом в одну минуту после пяти минут борьбы. Была отменена обязательная борьба в партере; теперь в партер ставили менее активного борца.
В полулёгком весе боролись 27 участников. Самым молодым участником был 19-летний Петрос Галактопулос, самым возрастным 34-летний Эрик Олссон. В этой весовой категории конкуренция была высока: в связи с тем, что в 1962 году были переопределены границы весовых категорий и в полулёгкий вес пришли много борцов из прежнего лёгкого веса. Так, в категории выступал например серебряный призёр игр 1960 года в лёгком весе Бранко Мартинович, действующий олимпийский чемпион в полулёгком весе Мюзахир Сильле. Но прежде всего претендентом на победу был самый известный в весе борец Имре Пойяк, многоопытный ветеран, чемпион мира 1955, 1958, 1962 годов и обладатель рекордных трёх серебряных олимпийских медалей (1952, 1956, 1960). Эти олимпийские игры были для него последней попыткой завоевать «золото» Олимпийских игр. Пойяк спокойно дошёл до финала. Вместе с ним в финал вышли Бранко Мартинович и Роман Руруа. Мартинович с финальных встреч снялся, оставшись с бронзовой медалью. Это упрощало задачу Пойяку, для которого было достаточно свести встречу с Руруа вничью, чего венгр и добился, и наконец завоевал золотую медаль. А для Руруа «серебро» стало первым и последним на крупных турнирах: до 1970 года он безальтернативно доминировал в мире в этой весовой категории

## Призовые места
- Имре Пойяк (HUN)
- Роман Руруа (URS)
- Бранко Мартинович (YUG)

## Первый круг
| Штрафных баллов | Участник 1                | Результат   | Участник 2                  | Штрафных баллов |
| --------------- | ------------------------- | ----------- | --------------------------- | --------------- |
| 1               | Расул Мир Малек (IRI)     | По очкам    | Мустафа Хамиль Мансур (EGY) | 3               |
| 1               | Эрик Олссон (SWE)         | По очкам    | Марин Болокан (ROU)         | 3               |
| 0               | Бранко Мартинович (YUG)   | Туше (4:02) | Нур Ака Сайед (AFG)         | 4               |
| 2               | Лотар Шнайдер (EUA)       | Ничья       | Динко Петров (BUL)          | 2               |
| 0               | Кюёсти Лехтонен (FIN)     | Туше (1:18) | Рубен Лейбович (ARG)        | 4               |
| 2               | Мюзахир Сильле (TUR)      | Ничья       | Свен Скрюдструп (DEN)       | 2               |
| 1               | Роман Руруа (URS)         | По очкам    | Казимеж Мачох (POL)         | 3               |
| 0               | Йозеф Мевис (BEL)         | Туше (1:10) | Банду Патиль (IND)          | 4               |
| 0               | Ханс Марте (AUT)          | Туше (0:58) | Антонио Сеноза (PHI)        | 4               |
| 1               | Кодзи Сакурама (JPN)      | По очкам    | Марио Товар (MEX)           | 3               |
| 1               | Петрос Галактопулос (GRE) | По очкам    | Ким Бон Джо (KOR)           | 3               |
| 1               | Имре Пойяк (HUN)          | По очкам    | Рональд Финли (USA)         | 3               |
| 2               | Матти Юттиля (CAN)        | Ничья       | Дон Чакас (AUS)             | 2               |
| 0               | Жорж Баллери (FRA)        | Пропускал   |                             |                 |

## Второй круг
| Штрафных баллов | Участник 1                  | Результат            | Участник 2                | Штрафных баллов |
| --------------- | --------------------------- | -------------------- | ------------------------- | --------------- |
| 4               | Мустафа Хамиль Мансур (EGY) | По очкам             | Жорж Баллери (FRA)        | 3               |
| 3               | Казимеж Мачох (POL)         | Отказ от продолжения | Банду Патиль (IND)        | 8               |
| 1               | Кодзи Сакурама (JPN)        | Туше (2:55)          | Антонио Сеноза (PHI)      | 8               |
| 3               | Эрик Олссон (SWE)           | Ничья                | Расул Мир Малек (IRI)     | 3               |
| 3               | Марин Болокан (ROU)         | Туше (3:56)          | Нур Ака Сайед (AFG)       | 8               |
| 0               | Йозеф Мевис (BEL)           | Отказ от продолжения | Марио Товар (MEX)         | 7               |
| 1               | Ханс Марте (AUT)            | По очкам             | Петрос Галактопулос (GRE) | 4               |
| 1               | Имре Пойяк (HUN)            | Туше (4:39)          | Ким Бон Джо (KOR)         | 7               |
| 2               | Бранко Мартинович (YUG)     | Ничья                | Лотар Шнайдер (EUA)       | 4               |
| 3               | Рональд Финли (USA)         | Отказ от продолжения | Матти Юттиля (CAN)        | 6               |
| 2               | Кюёсти Лехтонен (FIN)       | Ничья                | Динко Петров (BUL)        | 4               |
| 1               | Роман Руруа (URS)           | Туше (4:26)          | Мюзахир Сильле (TUR)      | 6               |
| 2               | Свен Скрюдструп (DEN)       | Нарушение правил     | Рубен Лейбович (ARG)      | 8               |
| 2               | Дон Чакас (AUS)             | Пропускал            |                           |                 |

## Третий круг
| Штрафных баллов | Участник 1                  | Результат            | Участник 2                | Штрафных баллов |
| --------------- | --------------------------- | -------------------- | ------------------------- | --------------- |
| 4               | Жорж Баллери (FRA)          | По очкам             | Дон Чакас (AUS)           | 5               |
| 5               | Мустафа Хамиль Мансур (EGY) | По очкам             | Эрик Олссон (SWE)         | 6               |
| 5               | Марин Болокан (ROU)         | Ничья                | Расул Мир Малек (IRI)     | 5               |
| 2               | Бранко Мартинович (YUG)     | Отказ от продолжения | Динко Петров (BUL)        | 8               |
| 3               | Кюёсти Лехтонен (FIN)¹      | По очкам             | Лотар Шнайдер (EUA)       | 7               |
| 2               | Роман Руруа (URS)           | По очкам             | Свен Скрюдструп (DEN)     | 5               |
| 4               | Казимеж Мачох (POL)         | По очкам             | Йозеф Мевис (BEL)         | 3               |
| 2               | Кодзи Сакурама (JPN)        | По очкам             | Ханс Марте (AUT)          | 4               |
| 1               | Имре Пойяк (HUN)            | Туше (4:39)          | Петрос Галактопулос (GRE) | 8               |
| 3               | Рональд Финли (USA)         | Пропускал            |                           |                 |

¹ Снят с соревнований ввиду превышения предела веса в весовой категории.

## Четвёртый круг
| Штрафных баллов | Участник 1                  | Результат            | Участник 2            | Штрафных баллов |
| --------------- | --------------------------- | -------------------- | --------------------- | --------------- |
| 3               | Рональд Финли (USA)         | Туше (2:02)          | Дон Чакас (AUS)       | 9               |
| 6               | Расул Мир Малек (IRI)       | По очкам             | Жорж Баллери (FRA)    | 7               |
| 6               | Мустафа Хамиль Мансур (EGY) | По очкам             | Марин Болокан (ROU)   | 8               |
| 3               | Бранко Мартинович (YUG)     | По очкам             | Свен Скрюдструп (DEN) | 8               |
| 3               | Роман Руруа (URS)           | По очкам             | Йозеф Мевис (BEL)     | 6               |
| 1               | Имре Пойяк (HUN)            | Отказ от продолжения | Ханс Марте (AUT)      | 8               |
| 3               | Кодзи Сакурама (JPN)        | По очкам             | Казимеж Мачох (POL)   | 7               |

## Пятый круг
| Штрафных баллов | Участник 1               | Результат | Участник 2           | Штрафных баллов |
| --------------- | ------------------------ | --------- | -------------------- | --------------- |
| 4               | Бранко Мартинович (YUG)¹ | По очкам  | Рональд Финли (USA)  | 6               |
| 4               | Роман Руруа (URS)        | По очкам  | Кодзи Сакурама (JPN) | 6               |
| 1               | Имре Пойяк (HUN)         | Пропускал |                      |                 |

¹ Снялся с соревнований

## Финал
| Штрафных баллов | Участник 1        | Результат | Участник 2       | Штрафных баллов |
| --------------- | ----------------- | --------- | ---------------- | --------------- |
|                 | Роман Руруа (URS) | Ничья     | Имре Пойяк (HUN) |                 |